# Never Ever (canção de All Saints)
"Never Ever" é uma canção do grupo britânico All Saints. Escrito pela integrante Shaznay Lewis, junto com os co-roteiristas Robert Jazayeri e Sean Mather, usando a melodia da famosa canção britânica “Amazing Grace”, e produzido por Cameron McVey e Magnus Fiennes, foi lançado em 10 de novembro de 1997, como segundo single do seu álbum de estréia, All Saints (1997). A música mais tarde apareceu em suas compilações All Hits (2001), Pure Shores: The Very Best of All Saints (2010) e sua compilação de remixes The Remix Album (1998). Liricamente, a música fala sobre as garotas sentindo suas primeiras expressões depois de um rompimento repentino, onde as garotas perguntam o que elas fizeram de errado no relacionamento.
"Never Ever" é o single mais bem sucedido da All Saints até o momento, chegando ao topo das paradas em países como Austrália, Nova Zelândia e Reino Unido, enquanto alcançou o top 10 em países como Irlanda, Suécia, Canadá, Holanda, França, Suíça, Noruega, Áustria e Estados Unidos. Até março de 2013, é o segundo single mais vendido por um girl group de todos os tempos no Reino Unido, atrás apenas de " Wannabe " das Spice Girls.
Dois videoclipes foram gravados para o single: a versão européia e australiana, e uma versão americana, devido ao grande sucesso nesses países. O norte-americano apresentou o grupo em uma igreja , enquanto a versão européia / australiana apresentou o grupo perto de uma piscina e em suas casas. No Brit Awards de 1998 , "Never Ever" venceu a categoria "Single of the Year" e "British Video of the Year".

## Antecedentes e desenvolvimento
Após o sucesso de seu single de estréia, "I Know Where It's At", o grupo decidiu gravar e produzir seu primeiro álbum de estúdio. "Never Ever" foi lançado como o segundo single do primeiro álbum das meninas, All Saints (1997). A canção foi escrita pela integrante do grupo Shaznay Lewis junto com os co-escritores Robert Jazayeri e S. Mather, e foi produzida por Cameron McVey e Magnus Fiennes. Lewis escreveu a música depois de se separar de um namorado, mas a música transmitia a impressão de que tudo ficaria bem. Logo depois que eles assinaram seu primeiro contrato com a London Records, ela descobriu que o resto do grupo - Melanie Blatt e as irmãs canadenses Nicole e Natalie Appleton - apresentaram ao chefe da gravadora uma fita de gravações vocais que fizeram, sem ela. Foi a versão delas da canção de Lewis "Never Ever" que fez com que ele prestasse atenção à música. "Ele perguntou quem tinha escrito, então elas foram forçados a voltar e me pegar. Olhando para trás, isso foi muito baixo. Eu acho que é por isso que o tempo todo eu sabia que se eu não escrevesse eu estaria fora do grupo", Lewis comentou.
All Saints voaram para os Estados Unidos, onde a música foi gravada e produzida por Mather e Jazayeri. Devido a questões de controle, a London Records contratou Cameron McVey para fazer produção adicional na faixa por causa das restrições de tempo / distância e do relacionamento de Cameron com Lewis. Lewis estava em lágrimas pelo sucesso de "Never Ever", desde que foi escrito sobre um relacionamento pessoal rompido, e disse: "Eu nunca acreditei que tanto bem poderia sair de uma situação tão ruim". All Saints gravou os vocais em Washington, D.C., com exceção da introdução, que foi gravada no Battery Studios em Londres e foi mantida a partir da demo original. Isso porque o clima não podia ser reproduzido e todos concordaram em manter os vocais demo.
No entanto, a produção e a escrita da música causaram polêmica. Robert Jazayeri, que escreveu a canção, emitiu um mandado contra All Saints, e elas receberam 40% dos direitos de publicação da faixa. Depois que ele não ficou satisfeito, Jazayeri entrou com uma ação contra a gravadora do grupo, London Records e All Saints, que foi resolvido amigavelmente por ambas as partes.

## Composição
A música é ambientada em um ritmo comum de 67 batimentos por minuto e usa a melodia da música folclórica britânica “Amazing Grace” como seu principal gancho. As letras são sobre as primeiras expressões das garotas depois de um triste rompimento, e as garotas perguntam o que elas fizeram de errado no relacionamento.
Stephen Thomas Erlewine, da AllMusic, descreveu o conteúdo musical como uma música "extraordinariamente tingida de gospel". Nick Butler do Sputnikmusic descreveu o conteúdo musical como uma ""power ballad".

## Vídeoclipe
Quando o vídeoclipe desta canção foi lançado pela primeira vez na Europa, apresentou as meninas primeiro em uma piscina e mais tarde em uma casa. O vídeo foi filmado pelo fotógrafo de moda Sean Ellis.
Para os Estados Unidos, o vídeo foi re-filmado e reeditado em uma igreja. Quando o All Saints - The Video foi lançado, foi decidido lançar ambas as versões do vídeo, porque o público europeu nunca teve a oportunidade de ver ambos. No Canadá Much Music tocou as duas versões.

## Resposta da critíca
"Never Ever" recebeu críticas positivas de críticos de música. Nick Butler do Sputnikmusic declarou: "'Never Ever' é uma música fantástica; com toda a razão, ainda recebe um pouco de airplay hoje, e eu ainda gosto quando aparece em um desses dias do VH1 Power Ballad ou algo assim." Stephen Thomas Erlewine da AllMusic nomeou a música como um destaque em seu álbum, e disse que "lidera o caminho" para a carreira das All Saints. Em seguida, ele reviu o registro All Hits e disse que a faixa era um "hit básico", mas chamou de destaque. A Billboard nomeou a música #47 em sua lista de 100 músicas do Grandes Girl Group De Todos Os Tempos.

## Recepção comercial
"Never Ever" estreou no número três no UK Singles Chart, antes de subir para o número um por uma única semana. A música continua sendo o single mais longo do grupo e ficou no top 10 por 15 semanas, mas ficou na parada por 26 semanas. Já vendeu mais de 1,36 milhões de cópias no Reino Unido em setembro de 2017. É também o segundo single mais vendido por um girl group de todos os tempos no Reino Unido, atrás apenas de "Wannabe" das Spice Girls.
A música estreou no número 30 do Australian Singles Chart e subiu para o número um, permanecendo lá por sete semanas consecutivas e permaneceu nas paradas por 22 semanas. Foi bem sucedido nas paradas e foi certificado 2× platina pela Australian Recording Industry Association (ARIA), com vendas de 140.000. A música foi bem sucedida na Nova Zelândia também, estreando no número um e permanecendo lá por cinco semanas consecutivas. Foi o único número um do grupo naquele país. Ficou nas paradas por 13 semanas no total.
A música foi muito bem sucedida nos mercados europeus. Ele estreou no número 10 no Swedish Singles Chart, alcançou o pico em três por uma semana e ficou nas paradas por 20 semanas. Foi certificado ouro naquele país. Ele estreou no número 27 na parada de singles da França e chegou ao número quatro por uma semana. Ficou nas paradas por 21 semanas. A canção atingiu o número quatro na Holanda por três semanas consecutivas e durou 24 semanas no gráfico. A música estreou no número 29 na Austrian Singles Chart, e chegou ao número sete por duas semanas consecutivas. Durou 19 semanas nas paradas. A canção estreou no número 15 na Noruega e chegou ao número seis, ficando nas paradas por 12 semanas. Não foi tão bem sucedido na Finnish Singles Chart, chegando ao número 12 e permanecendo nas paradas por duas semanas.
"Never Ever" foi bem sucedido na América do Norte também. A música estreou no número 13 na Billboard Hot 100, e alcançou o número quatro nas paradas, tornando-se a primeira das 10 maiores do grupo e seu single de maior sucesso nessas paradas. A música atingiu o número quatro no Canadian Singles Chart.

## Lista de faixas e formatos
| CD 1 / Australian CD | CD 1 / Australian CD                     | CD 1 / Australian CD |
| -------------------- | ---------------------------------------- | -------------------- |
| 1.                   | "Never Ever"                             | 5:15                 |
| 2.                   | "Never Ever" (Nice Hat Mix)              | 5:13                 |
| 3.                   | "I Remember"                             | 4:08                 |
| CD 2                 |                                          |                      |
| 1.                   | "Never Ever"                             | 5:15                 |
| 2.                   | "Never Ever" (Booker T's Vocal Mix)      | 6:19                 |
| 3.                   | "Never Ever" (Booker T's Down South Dub) | 6:28                 |
| 4.                   | "Never Ever" (Booker T's Up North Dub)   | 5:55                 |
| Cassette/Two track   |                                          |                      |
| 1.                   | "Never Ever"                             | 5:15                 |
| 2.                   | "I Remember"                             | 4:08                 |
| 12 inch              |                                          |                      |
| 1.                   | "Never Ever" (All Star Remix)            | 3:59                 |
| 2.                   | "Never Ever" (Booker T's Vocal Mix)      | 6:19                 |

## Desempenho nas tabelas musicais
| Chart (1997–98)                   | Maior posição |
| --------------------------------- | ------------- |
| Alemanha German Singles Chart     | 18            |
| Austrália (ARIA)                  | 1             |
| Áustria (Ö3 Austria Top 75)       | 7             |
| Canadá (Canadian Singles Chart)   | 4             |
| EUA (Billboard Hot 100)           | 4             |
| Finlândia (Finnish Singles Chart) | 12            |
| França (SNEP)                     | 4             |
| Irlanda (Irish Singles Chart)     | 2             |
| Itália (Hit Parade Italia)        | 5             |
| Noruega (Norwegian Singles Chart) | 6             |
| Nova Zelândia (RIANZ)             | 1             |
| Países Baixos (Dutch Top 40)      | 4             |
| Reino Unido (UK Singles Chart)    | 1             |
| Suécia (Swedish Singles Chart)    | 3             |
| Suíça (Swiss Singles Chart)       | 4             |

| Chart (1997)                         | Posição |
| ------------------------------------ | ------- |
| Reino Unido (Official Singles Chart) | 13      |
| Chart (1998)                         | Posição |
| Alemanha (Official German Charts)    | 99      |
| Austrália (ARIA)                     | 5       |
| Canadá (RPM)                         | 31      |
| Canadá (RPM Adult Contemporary)      | 79      |
| EUA (Billboard Hot 100)              | 42      |
| Itália (Hit Parade Italia)           | 70      |
| Nova Zelândia (Recorded Music NZ)    | 9       |
| Reino Unido (Official Singles Chart) | 16      |

## Vendas e certificações
| Região                                                                                             | Certificação | Vendas    |
| -------------------------------------------------------------------------------------------------- | ------------ | --------- |
| Austrália (ARIA)                                                                                   | 2× Platina   | 140,000^  |
| Bélgica (BEA)                                                                                      | Ouro         | 25,000*   |
| Reino Unido (BPI)                                                                                  | 2× Platina   | 1,350,000 |
| Suécia (GLF)                                                                                       | Ouro         | 125,000^  |
| Suíça (IFPI Suíça)                                                                                 | Ouro         | 25,000^   |
| *números de vendas baseados somente na certificação ^distribuições baseadas apenas na certificação |              |           |